# Mwezi Ndagushimiye
Mwezi Ndagushimiye nome completo: Mwezi Ndagushimiye - (... – 1739?) fu re del Burundi dal 1709 al 1739.
Ndagushimiye fu il secondo re (umwami) del Regno del Burundi. La tradizione orale, l'unica fonte a disposizione, ci ha lasciato pochissime notizie su di lui. Si sa che fu successore di Ntare Rushatsi (era suo figlio?), e che il suo regno fu molto lungo. Nella tradizione potrebbe però esservi una certa confusione con Mwezi Gisabo, il cui regno durò più di cinquant'anni nella seconda metà del XIX secolo. Si sa inoltre che fu contemporaneo di due re del Ruanda, Yuhi Mazimpaka e Karemera Rwaka, e di conseguenza si suppone che il suo regno sia iniziato verso il 1710 e terminato verso il 1740. Gli succedette Mutaga Senyamwiza.